# Договор от Варкиза
Договорът от Варкиза (също познат като Пакт от Варкиза или Мирно споразумение от Варкиза) е подписан във Варкиза (близо до Атина) на 12 февруари 1945 година от гръцкия външен министър (подкрепян от британците) и Секретаря на Гръцката комунистическа партия за ЕАМ-ЕЛАС. Единият от аспектите на договора (Секция IX) договаря провеждането на плебисцит след около година, за да се разрешат проблемите с гръцката конституция. Този плебисцит ще помогне за провеждане на избори и по този начин създаване на Велико народно събрание, което да състави проект за нова конституция. В друг аспект на договора и двете подписали се страни се съгласяват Съюзниците да изпратят наблюдатели, които да следят и потвърдят валидността на изборите. Споразумението също обещава, че на членовете на ЕАМ-ЕЛАС ще бъде позволено да участват в политически дейности, ако се разоръжат. Нещо повече всички граждански и политически свободи ще бъдат гарантирани заедно с ангажимента на гръцкото правителство за установяване на неполитическа национална армия. В крайна сметка споразумението не се спазва и дейци на десните сили започват да преследват комунисти. Въпреки че споразумението не влиза в сила, то е опит за слагане на официален край на Гръцката гражданска война. Неизпълнението на договора има влияние и върху българското малцинство - така наречените в Гърция „славяногласни гърци“, които като участници в ЕЛАС също са преследвани. Много от тях емигрират в новосъздадената Социалистическа република Македония на Югославия, а други се включват в новосформираната Демократична армия на Гърция.